# ネラホゼヴェス

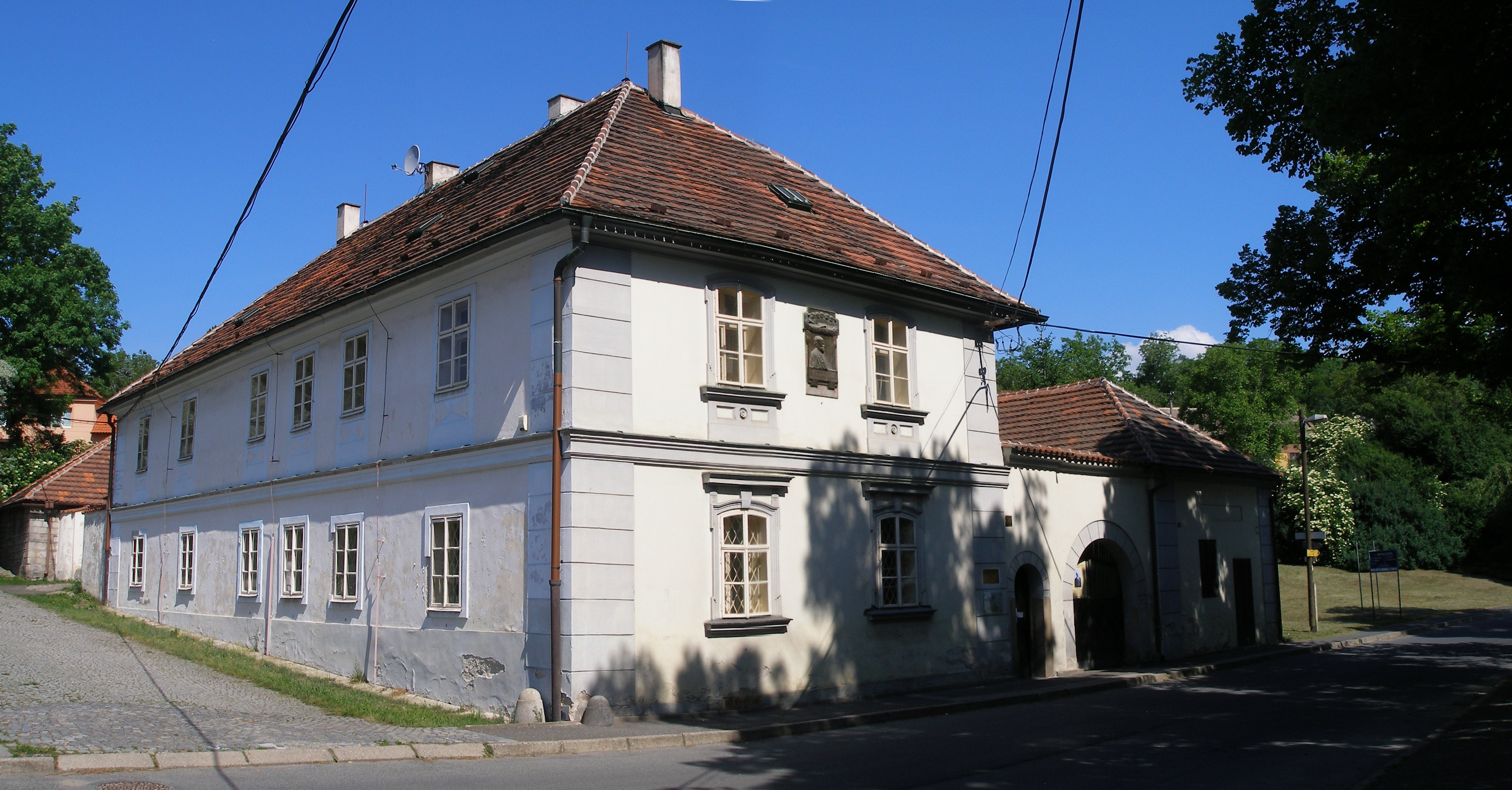
作曲家アントニン・ドヴォルザークの生家

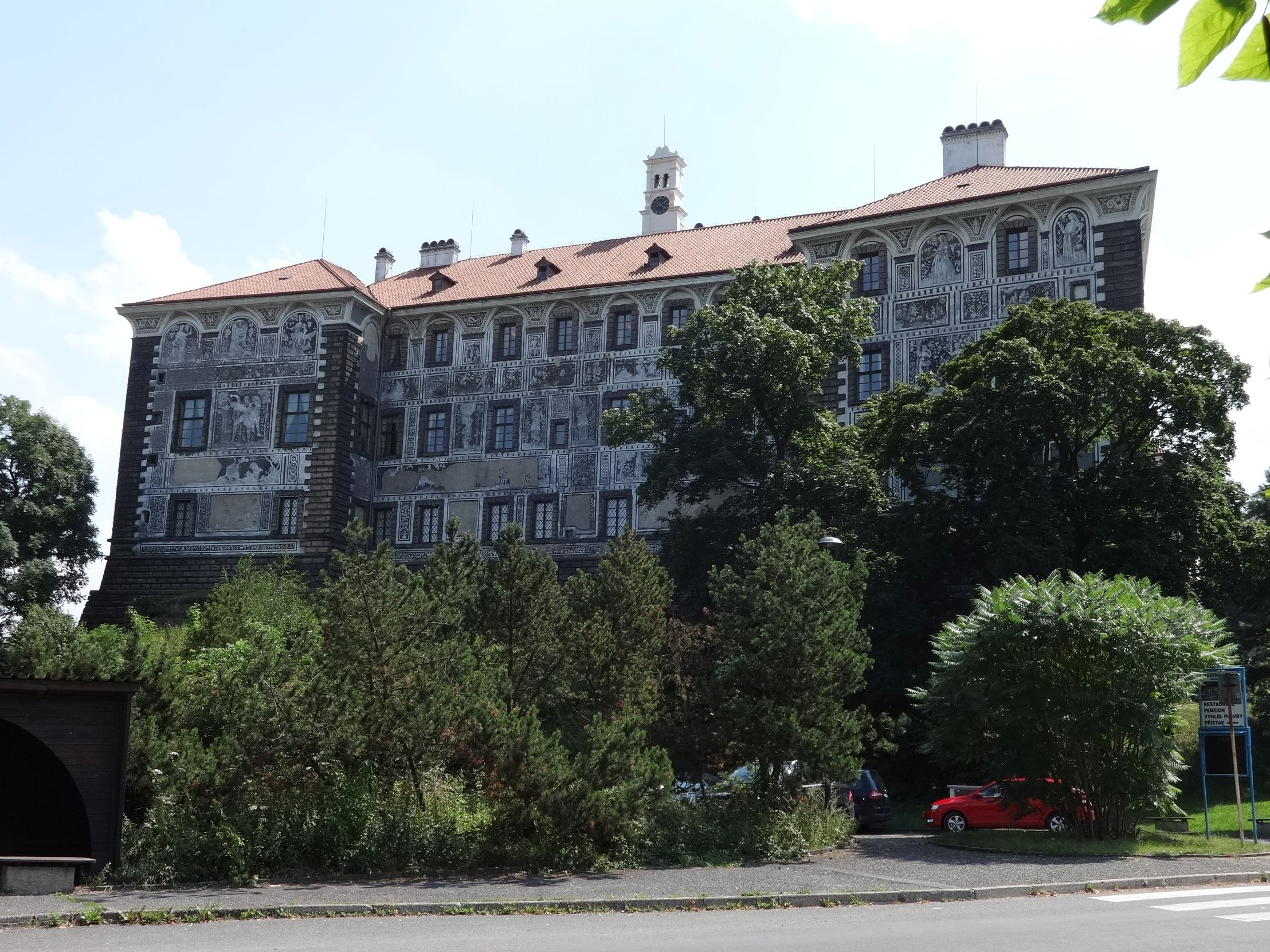
ネラホゼヴェス城

ネラホゼヴェス(Nelahozeves もしくはNalezoves, Nalžoves、ドイツ語：Mühlhausen)は、チェコ共和国の村である。プラハから北に35㎞、ヴルタヴァ川の左岸にある。2015年の人口1,900。
作曲家アントニン・ドヴォルザークが13歳まで住んでいた場所として有名。
16世紀に建てられたイタリア北部マニエリスト様式の3翼ルネッサンス・シャトー ネラホゼヴェス城がある。城内には、約65,000冊を収容する私設図書館ロブコヴィッツ図書館、絵画コレクション、武器・狩猟の道具などの展示が行われている。

## 歴史
この村について記された最古の資料は1352年のものである。

## 交通
- チェコ鉄道090号線のネラホゼヴェス城駅、ネラホゼヴェス駅